# Egy Csepp Figyelem Alapítvány
Az Egy Csepp Figyelem Alapítvány a cukorbetegség korai felismeréséért és megelőzéséért alakult szervezet.

## Története
Az alapítványt Erős Antónia hozta létre 2005-ben azzal a céllal, hogy minél több ember ismerje meg a cukorbetegséget, és annak veszélyeit. Erős Antónia 1995 óta cukorbeteg,  inzulinnal kezeli magát. Azt vallja, hogy lehet élni egészségesen cukorbetegen is, csak be kell tartani a szabályokat: egészségesen táplálkozni, rendszeresen mozogni, ellenőrizni a vércukorszintet naponta többször, és orvosi ellenőrzésre járni.

## Programok
Az elmúlt tíz évben világossá vált, hogy fontos a magyar társadalom figyelmét felhívni az egészségtudatos életmódra, mellyel számos betegség - köztük a cukorbetegség - kialakulása is megelőzhető. Az alapítvány ezért több országos programot kezdeményezett és valósított meg, melyekkel minden évben több ezer ember találkozott.
2013-ban indult útjára kiemelt programként a Belevalók ingyenes diabétesz oktató program pedagógusok számára, melynek szakmai partnere a Magyar Dietetikusok Országos Szövetsége, az ELTE Tanító- és Óvóképző Kara (ELTE TÓK) és a Magyar Diabetes Társaság. A Belevalók hiánypótló kezdeményezés, célja az óvópedagógusok, kisgyermeknevelők felkészítése a cukorbeteg gyerekek fogadására és a betegséghez kapcsolódó teendőkre.
A Cseppont Patikákban bármikor lehet vércukorszintet, vérnyomást, koleszterinszintet méretni, ezt egészíti ki az évi kétszer (tavasszal és ősszel) szervezett Cseppont Patikahét, amelyen az egészségügyi szűrések fontosságára és a kedvezményes mérőeszköz vásárlásra hívják fel a figyelmet.
Az Egy Csepp Figyelem Alapítvány először 2012-ben látogatta végig az ország legnagyobb fesztiváljait, hogy több ezer ember vércukorszintjét, vérnyomását és koleszterinszintjét mérje meg. Az Egyszer Élünk Körút során gasztro- és zenei fesztiválokon, családi napokon várják  ingyenes szűrőállomásokkal a résztvevőket. 
Az alapítvány a kezdetek óta rendezi meg az Egy Csepp Világnapot a Cukorbetegség Világnapja tiszteletére a SYMA Csarnokban. A több mint nyolcezer fős rendezvényen koncertek, játszóház, szűrővizsgálatok, egészséges élelmiszerek és orvosi segédeszközök standjai várják az egész családot. A rendezvényt a Diabétesz Séta zárja a Cukorbetegség Világnapjának tiszteletére.